# تي أو إن 618
تي اوه ان 618 هو نجم زائف بعيد للغاية وله ضياء شديد اللمعان، ذو خط طيف امتصاص عريض. هذا الكوازار يرى بالقرب من القطب الشمالي المجري في كوكبة السلوقيان. يبعد عنا نحو 12.2 مليار سنة ضوئية. يحتوي على واحد من أكثر الثقوب السوداء المعروفة شهرة، وتبلغ كتلته 40 مليار مرة كتلة الشمس.

## تاريخ الرصد
لأنه لم يتم التعرف على الكوازارات حتى عام 1963،  كانت طبيعة هذا الكائن غير معروفة عندما تمت مشاهدته لأول مرة في استطلاع عام 1957 للنجوم الزرقاء القاتمة (خاصة الأقزام البيضاء) التي تبعد عن المستوي المجري لمجرة درب التبانة. على لوحات فوتوغرافية مأخوذة من تلسكوب شميدت ذو مرآة بقطر 0.7 متر في مرصد تونانتازينتلا Tonantzintla في المكسيك، عند ظهوره بدا «بنفسجي اللون بلا ريب» وكان مدرجًا كرقم 618 في كتالوج تونانتازينتلا Tonantzintla.
لذلك سمي بتي اوه ان 618 TON في عام 1970، اكتشفت دراسة استقصائية راديوية في بولونيا لانبعاثات راديوية من تي اوه ان 618، مشيرا إلى أنه كان نجم زائف مكون من منطقة غازية تحيط بثقب أسود وتتميز بدرجة حرارة عالية. حصلت ماري هيلين أولريش على أطياف بصرية قدرها لـ «تي اوه ان 618» في مرصد ماكدونالد والتي أظهرت خطوط انبعاث نموذجية لكوازار. من الانزياح الأحمر للخطوط استنتجت أولريش أن تي اوه ان 618 بعيدًا جدًا، وبالتالي كان أحد أكثر الكوازارات ضياءا المعروفة حتي الآن.

## الثقب الأسود الفائق
باعتبار تي اوه ان كوازار، يعتقد أن TON 618 هو قرص تراكم من الغاز الساخن المكثف يحوم حول ثقب أسود ضخم في وسط مجرة. ويقدر عمر الضوء الناتج عن الكوازار بـ 10.4 مليار سنة. المجرة المحيطة به غير مرئية من الأرض، لأن الكوازار نفسه يتفوق عليها. قدره المطلق هو -30.7، يلمع بضياء شدته تصل 40 دودشيليون وات، أو باشعاع يصل إلى 140 تريليون شمس، مما يجعله واحدًا من ألمع الأشياء في الكون المعروف.
مثل الكوازارات الأخرى، يحتوي تي اوه ان 618 على خطوط انبعاث تحتوي على طيف من غاز أكثر برودة بكثير من قرص التزايد في منطقة الخطوط العريضة. خطوط الانبعاثات في طيف تي اوه ان 618 عريضة بشكل غير عادي،  مما يشير إلى أن الغاز يسير بسرعة كبيرة؛ يوضح خط بيتا الهيدروجين أنه يتحرك بسرعة 7000   كم / ث.  وبالتالي يجب أن يكون الثقب الأسود المركزي لديه قوة الجاذبية كبيرة جداً بشكل خاص.
يمكن حساب حجم منطقة الخطوط العريضة من سطوع إشعاع الكوازار الذي يضيء فيه. من حجم هذه المنطقة والسرعة التي يدور بها حول نفسه، يكشف قانون الجاذبية أن كتلة الثقب الأسود في تي اوه ان 618 تبلغ مقدار 66 مليار كتلة شمسية.  مع كتلة بهذا الارتفاع، يقع تي اوه ان 618 في التصنيف الجديد للثقوب السوداء الفائقة الكتلة.  فيعد ثقب أسود مع هذه الكتلة لديه دائرة نصف قطرها شوارتزشيلد مقدارها 1300 وحدة فلكية، أي يبلغ قطره نحو 390 مليار كيلومتر.